# Daniel Niederreiter
Daniel Niederreiter (* 21. Dezember 1978 in Krögn) ist ein österreichischer Triathlet. Als Amateur holte er sich den Titel des Triathlon-Weltmeisters (2011) und Triathlon-Europameisters (2011) auf der Mitteldistanz. Er ist Triathlon-Staatsmeister auf der Mitteldistanz (2007, 2012, 2013).

## Werdegang
Daniel Niederreiter lebt in Krögn (Ortsteil der Gemeinde St. Georgen bei Salzburg).
Er startete für das pewag racing team des Kettenherstellers pewag.

### Staatsmeister Triathlon Mitteldistanz 2007
Im September 2011 wurde Daniel Niederreiter in Las Vegas Triathlon-Weltmeister der Amateure auf der Mitteldistanz, nachdem er sich erst einen Monat zuvor in Wiesbaden den Titel des Europameisters geholt hatte.
Im September 2012 holte der Salzburger sich nach 2007 seinen zweiten Staatsmeistertitel auf der Mitteldistanz und vierzehn Tage später wurde er in Wales auch Zweiter auf der Ironman-Distanz.

### Vizestaatsmeister Cross-Triathlon 2017
Im August 2017 wurde der 38-jährige im Rahmen des X-Triathlons (1 km Schwimmen, 24 km Mountainbike und 9 km Laufen) Vizestaatsmeister Cross-Triathlon.
Im Juli 2021 wurde er beim Mostiman Triathlon Vizestaatsmeister Triathlon über die olympische Distanz.
Im Juli 2024 gewann der 45-Jährige im Juli auf der Kurzdistanz den Trumer Triathlon und im September wurde er Zweiter im Ironman Italy.

## Sportliche Erfolge
| Datum/Jahr    | Rang | Wettbewerb                                     | Austragungsort | Zeit     | Bemerkung                                                                        |
| ------------- | ---- | ---------------------------------------------- | -------------- | -------- | -------------------------------------------------------------------------------- |
| 20. Juli 2024 | 1    | Höglwörther See Triathlon                      | Anger          | 00:58:34 | [ 2 ]                                                                            |
| 20. Juli 2024 | 1    | Trumer Triathlon                               | Obertrum       | 02:06:29 | Sieger auf der Kurzdistanz                                                       |
| 24. Juli 2021 | 2    | ÖTRV Staatsmeisterschaft Triathlon Kurzdistanz | Wallsee        | 01:56:37 | Vizestaatsmeister Triathlon über die olympische Distanz, beim Mostiman Triathlon |
| 24. Aug. 2014 | 1    | Mondseeland Triathlon                          | Mondsee        | 01:55:00 | [ 3 ]                                                                            |
| 3. Juni 2012  | 3    | TriStar111 Salzkammergut                       | Attersee       |          |                                                                                  |
| 30. Juli 2011 | 1    | Triathlon Zell am See                          | Kaprun         | 01:55:04 | Sieger auf der olympischen Distanz                                               |

| Datum/Jahr    | Rang | Wettbewerb                                       | Austragungsort  | Zeit       | Bemerkung |
| ------------- | ---- | ------------------------------------------------ | --------------- | ---------- | --- |
| 21. Sep. 2024 | 2    | Ironman Italy                                    | Cervia          | 08:26:27   | |
| 28. Aug. 2022 | 5    | ÖTRV Staatsmeisterschaft Triathlon Mitteldistanz | Zell am See     | 04:11:10   | Triathlon-Staatsmeister Mitteldistanz beim Ironman 70.3 Zell am See-Kaprun; hinter Lukas Hollaus                              |
| 10. Juni 2018 | 1    | Waldviertler Eisenmann Triathlon                 | Litschau        |            | erfolgreiche Titelverteidigung                                                                                                |
| 12. Aug. 2017 | 1    | Waldviertler Eisenmann Triathlon                 | Litschau        | 04:11:56   | 2,3 km Schwimmen, 84 km Radfahren und 21 km Laufen                                                                            |
| 18. Sep. 2016 | 4    | Ironman Wales                                    | Tenby           | 09:10:42   | |
| 28. Juni 2015 | DNF  | Ironman Austria                                  | Klagenfurt      | –          | |
| 7. Juni 2015  | 7    | Ironman 70.3 Switzerland                         | Rapperswil-Jona | 04:04:42   | |
| 27. Sep. 2014 | 25   | Ironman Mallorca                                 | Alcúdia         | 09:11:42   | zweitbester Österreicher hinter Dominik Berger (Rang 23) bei der Erstaustragung auf Mallorca                                  |
| 27. Juli 2014 | 8    | Ironman Switzerland                              | Zürich          | 08:59:28   | |
| 10. Aug. 2013 | 1    | ÖTRV Staatsmeisterschaft Triathlon Mitteldistanz | Litschau        |            | |
| 16. Sep. 2012 | 2    | Ironman Wales                                    | Pembrokeshire   | 08:55:20   | |
| 2. Sep. 2012  | 1    | ÖTRV Staatsmeisterschaft Triathlon Mitteldistanz | Walchsee        | 04:05:09   | als bester Österreicher Staatsmeister auf der Mitteldistanz mit dem neunten Rang im Rahmen der Challenge Walchsee-Kaiserwinkl |
| 22. Juli 2012 | 2    | Trumer Triathlon                                 | Obertrum        | 04:08:07   | Zweiter auf der Mitteldistanz, hinter dem Deutschen Markus Liebelt                                                            |
| 11. Sep. 2011 | 22   | Ironman 70.3 World Championships                 | Henderson       | 04:14:38   | Amateur-Weltmeistertitel auf der Mitteldistanz                                                                                |
| 14. Aug. 2011 | 5    | Ironman 70.3 Germany                             | Wiesbaden       | 04:20:23   | Triathlon-Europameister der Amateure                                                                                          |
| 8. Aug. 2010  | 2    | Trumer Triathlon                                 | Obertrum        | 04:11:20   | Zweiter auf der Mitteldistanz (2,1 km Schwimmen, 120 km Radfahren und 20,1 km Laufen)                                         |
| 4. Juli 2010  | 8    | Ironman Austria                                  | Klagenfurt      | 08:33:45   | als bester Österreicher – mit persönlicher Bestzeit                                                                           |
| 30. Mai 2010  | 9    | Ironman 70.3 Austria                             | St. Pölten      |            | als bester Amateur |
| 5. Juli 2009  | 10   | Ironman Austria                                  | Klagenfurt      | 08:38:23   | |
| 11. Okt. 2008 | 63   | Ironman Hawaii                                   | Hawaii          | 09:16:54   | |
| 1. Juni 2008  | 8    | Ironman 70.3 Switzerland                         | Rapperswil      | 04:02:35,0 | [ 6 ] |
| 3. Nov. 2007  | 21   | Ironman Florida                                  | Panama City     | 08:51:31   | |
| 3. Juni 2007  | 1    | ÖTRV Staatsmeisterschaft Triathlon Mitteldistanz | Litschau        | 04:13:49   | Staatsmeister über die Halbdistanz                                                                                            |
| 11. Nov. 2006 | 12   | Ironman 70.3 World Championships                 | Clearwater      | 03:59:20   | als bester deutschsprachiger Athlet bei der Weltmeisterschaft                                                                 |
| 17. Juli 2005 | 8    | Ironman Switzerland                              | Zürich          | 08:55.50,2 | |
| Feb. 2005     | 14   | Ironman New Zealand                              | Taupō           | 09:08:14   | |
| 4. Juni 2003  | 40   | Ironman Austria                                  | Klagenfurt      | 08:38:23   | |

| Datum/Jahr    | Rang | Wettbewerb                               | Austragungsort        | Zeit     | Bemerkung |
| ------------- | ---- | ---------------------------------------- | --------------------- | -------- | --- |
| 16. Juni 2022 | 2    | ÖTRV Staatsmeisterschaft Cross-Triathlon | Innsbruck             | 02:06:34 | |
| 5. Aug. 2017  | 2    | ÖTRV Staatsmeisterschaft Cross-Triathlon | Berndorf bei Salzburg | 01:47:11 | Vizestaatsmeister Cross-Triathlon im Rahmen des X-Triathlons (1 km Schwimmen, 24 km Mountainbike und 9 km Laufen) |

(DNF – Did Not Finish)